# 프워츠크군

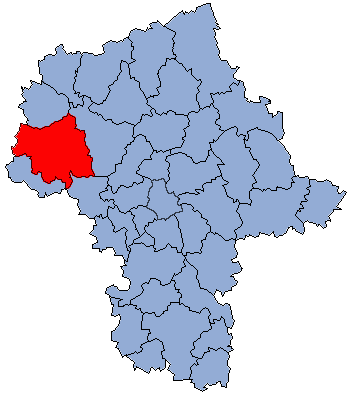
마조프셰주 지도에 표시된 프워츠크군의 위치

프워츠크군(폴란드어: powiat płocki)은 폴란드 마조프셰주에 위치한 군으로 면적은 1,798.71km2, 인구는 110,987명(2019년 기준), 인구 밀도는 62명/km2이다. 군청 소재지는 프워츠크이지만 프워츠크군에 속하지 않고 별도의 도시군으로 존재한다.
북쪽으로는 시에르프츠군, 동쪽으로는 프원스크군, 남동쪽으로는 소하체프군, 남서쪽으로는 고스티닌군, 서쪽으로는 쿠야비포모제주 브워츠와베크군, 북서쪽으로는 쿠야비포모제주 리프노군과 접한다. 15개 지방 자치체(3개 도시형 농촌, 12개 농촌)를 관할한다.

군기
군 문장